# Список заслуженных мастеров спорта СССР (хоккей на траве)
Список заслуженных мастеров спорта СССР по хоккею на траве.

## 1984
- Плешаков, Владимир Михайлович
- Плешаков, Сергей Михайлович
- Гончаров, Александр Сергеевич
- Зигангиров, Фарид Нургалиевич
- Калимбаев, Серик Ахметович
- Ничепуренко, Михаил Иванович
- Азизов, Миннеула Зинятович
- Беляков, Валерий Николаевич
- Айрапетян, Сос Дереникович
- Загороднев, Олег Евгеньевич
- Мясников, Александр Иванович
- Красникова, Нателла Архиповна
- Инжуватова, Галина Дмитриевна
- Гурьева, Елена Ильинична
- Фролова, Людмила Валерьевна

## 1991
- Жексенбеков, Мурат Жекпетович

## Год присвоения неизвестен
- Депутатов, Виктор Сергеевич